# Desire (1936)
Desire is een Amerikaanse filmkomedie uit 1936 onder regie van Frank Borzage. Destijds werd de film in Nederland uitgebracht onder de titel Begeerte.

## Verhaal
Madeleine de Beaupré steelt in Parijs een kostbaar paarlen halssnoer. Ze gebruikt de Amerikaanse ingenieur Tom Bradley om het sieraad het land uit te smokkelen. Wanneer ze in Spanje het halssnoer terug wil stelen, wordt Tom verliefd op haar.

## Rolverdeling
| Acteur           | Personage            |
| ---------------- | -------------------- |
| Marlene Dietrich | Madeleine de Beaupré |
| Gary Cooper      | Tom Bradley          |
| John Halliday    | Carlos Margoli       |
| William Frawley  | Mijnheer Gibson      |
| Ernest Cossart   | Aristide Duvalle     |
| Akim Tamiroff    | Avilia               |
| Alan Mowbray     | Dr. Maurice Pauquet  |
| Zeffie Tilbury   | Tante Olga           |